# Östra Bryggeriet

Östra Bryggeriet AB var ett tidigare bryggeri i Halmstad, som grundades 1846 av handelsmännen Göran Hammar och Eric Malcolm Beckeman. Produktionen inriktades på bayerskt öl, sötöl och svagdricka. Efter ekonomiska problem ombildades bryggeriet till aktiebolag 1863. År 1872 flyttade bryggeriet till nya lokaler (ungefär där det nya stadsbiblioteket nu ligger), vilka utvidgades 1892 med nytt brygghus och jäs- och lagerkällare. År 1894 fördes även läskedrycker, vegaporter och äppelöl in på tillverkningsprogrammet. Året därpå kom Erik Anjou från Eskilstuna och blev bryggmästare. Även två av Eriks söner kom senare att stå i ledningen för Östra Bryggeriet AB, som disponent respektive bryggästare. Bryggeriet fick sin vattenförsörjning tryggad 1920, då ett nytt vattenverk byggdes.
Under 1970-talet hårdnade konkurrensen inom bryggeriindustrin. Mellanölet avskaffades och det anses ha medfört ekonomiska problem för bryggeriet. År 1979 köptes Östra Bryggeriet AB av Appeltofftska Bryggeri AB (nuvarande Krönleins), även detta beläget i Halmstad. Produktionen flyttades, och under 1986 revs de flesta av de gamla bryggeribyggnaderna. Den enda kvarvarande byggnad övertogs av Halmstads kulturskola. Parken, som ligger vid forna Östra bryggeriet invid Nissan, fick smeknamnet Kapsylparken, vilket sedermera blev det officiella namnet.